# Golftalen
De Golftalen vormen een hypothetische superfamilie die bestaat uit de Muskogitalen en vier uitgestorven isolaten: Natchez, Tunica, Atakapa en (mogelijk) Chitamacha. Deze talen werden gesproken aan de kust van de Golf van Mexico in de Verenigde Staten.
Het bestaan van deze familie werd in 1951 gesuggereerd door Mary Haas. Historische taalkundigen als Lyle Campbell beschouwen de verwantschap tussen de talen niet als bewezen, hoewel veel specialisten in Muskogeetalen menen dat de Muskogeetalen in ieder geval verwant zijn aan Natchez.
Specialisten in Muskogeetalen als Mary Haas en Pamela Munro zien de hypothese van de Golftalen als veelbelovend. Mary Haas ziet Natchez als nauwste verwant van de Muskogeetalen, gevolgd door Tunica, Atacapa en mogelijk Chitimacha. Een moeilijkheid bij het evalueren van de hypothese is het gebrek aan gegevens over de betreffende talen.
In de Voegelin & Voegelin-classificatie (1965) werden de Golftalen samen met Tonkawa en de Algische talen ingedeeld in een macro-Algonkische familie. Joseph Greenberg en Merritt Ruhlen voegen in hun Amerindische hypothese de Yuki-Wappotalen uit Californië bij de Golftalen en zien de Golftalen als subgroep van de Penutische talen.